# 安田秀一
安田 秀一（やすだ しゅういち、1969年8月23日 - ）は、日本の実業家。元株式会社ドーム 取締役会長 兼 代表取締役CEO。元・アメリカンフットボール全日本大学選抜チーム（1991年）主将。法政大学オレンジシニアアドバイザー。筑波大学客員教授。

## 来歴
東京都出身。中学ではバレーボール部。法政二高でアメフト部に入り（3年次には主将を務めた）、進学後も、法政大学トマホークスでアメフトを続け、3・4年次には学生日本代表に選出され、4年次には主将を務めた。日本一にはなれなかったが当時最強と言われた日大の連勝記録を59で止める活躍をした。4年次に東京ドームで開催された「アイビーボウル（日本の学生オールスターがアメリカのチームを招いて行う試合）」で日本学生選抜の主将として出場した。
1992年の卒業（文学部日本文学科）後、三菱商事に入社。
1996年に三菱商事を退職し、5月8日、株式会社ドームを法政二高以来の盟友・今手義明（大手損害保険会社を退職）と設立し、代表取締役に就く。当初はテーピング用品の輸入販売をしつつ、アメフトのプロコーチも務める時期もあった。
同社は、1998年からスポーツブランド「アンダーアーマー」の日本総代理店にもなった。
2000年　スポーツサプリメントの自社ブランド「DNS」を立ち上げる。
2008年　トップアスリートをソフト面から支えるパフォーマンス開発機関「ドームアスリートハウス(DOME ATHLETE HOUSE 通称：DAH)」を開設。
2014年 12月、ドーム社において読売ジャイアンツとの5年間のパートナーシップ契約を締結。
2015年春には、「950億円で国立競技場を建設し、読売ジャイアンツを東京五輪後に誘致する」という提案をした。
　同年10月、新本社屋「有明ヘッドクォーター（有明HQ）」竣工。
　同年12月　東日本大震災からの復興や地域活性化を掲げ、いわき市内に物流センター「ドームいわきベース」を建設するとともにサッカークラブの立ち上げを計画。12月11日に「株式会社いわきスポーツクラブ」を設立、同月28日、いわきFCの運営権を一般社団法人いわきスポーツクラブから譲り受けた。
2016年春、自社の物流センター「ドームいわきベース」を竣工。
2016年9月　法政大学トマホークス（現：法政大学オレンジ）監督就任。
2017年1月　法政大学オレンジ総監督就任。
　同年７月、筑波大学アスレチックデパートメント（AD）設置準備室トップに就任。同時に同大客員教授に就任。
2022年7月　ドーム社事業を伊藤忠商事に売却。CEO退任。

## アメリカンフットボール　コーチ歴[18]
- 1987年　法政二高キャプテン
- 1991年　法政大学キャプテン（3・4年次に学生日本代表選出）
- 1992年、94年、95年　法政大学オフェンスコーディネーター
- 1996年　日産自動車パルサーズオフェンスコーディネーター
- 1996年　NFLヨーロッパリーグオフェンスコーチ
- 1997年、98年　住友銀行スプリングスオフェンスコーチ
- 1999年　五洋建設パイレーツオフェンスコーディネーター
- 2016年　法政大学トマホークス監督
- 2017年～ 法政大学オレンジ総監督
- 2023年～ 法政大学オレンジシニアアドバイザー

## 日本版NCAAの推進
日本版NCAAと言われた大学スポーツ協会(UNIVAS)の創設に民間の立場で発言していたが、アメリカ本国のNCAAと組織の形が異なるため懸念も示している。
2017年5月、日本版NCAAも含めた「連携によるイノベーション」図る目的で、法政大学オレンジ総監督として、IBM BigBlue、リクシルディアーズ、東京大学ウォリアーズ、筑波大学と共にスポーツイノベーションカンファレンス(SIC)設立に参加。